# 日本海中部地震
1983年日本海中部地震是指1983年5月26日發生於當地時間在上午11點59分57秒（日本标准时间，UTC+9）的地震，地震規模Mj7.7。地震震央位在日本秋田县能代市以西100公里左右的日本海上。本次地震導致104人罹難，其中有100人死於地震引发的巨大海啸。巨大海啸袭击的主要区域包括青森县、秋田县和能登半岛东岸。巨大海啸袭击了轮岛市一个渔村的镜头被紀录下来并且通过电视进行了转播。其中有部分地区巨大海啸登陆的時候高度超过了為10公尺。巨大海啸袭击的地区还包括了奥尻岛，該處在10年之后的北海道南西沖地震中遭受到了更大的伤亡。

## 地质构造
日本本州西北部处在日本海东南边缘，这一区域主要是晚渐新世到中中新世期间海底扩张产生的海洋地壳，而这一伸展构造过程形成了一系列南北向伸展断层和沉积盆地。然而，目前这一区域在收缩构造的作用下正在发生反演，形成背斜结构。有研究认为本州西北岸正在形成早期的隐没带，但是这一理论并没有被广泛接受。

## 地震过程
地震发生于当地时间在上午11點59分57秒，這場地震持续了大约60秒。震源机制解显示断层属於為逆断层，餘震的分布符合以30°向东下沉的断层平面所发生了移动的推论。2处单独的断层也发生了破裂，位于北侧的断层走向为NNW-SSE，位于南侧的断层走向为SSW-NNE。破裂开始屬於南侧的断层，10秒钟之后北侧的断层也发生了破裂。气象厅觀測最大震度5。各地震度如下：
| 震度 | 地區                                                                                    |
| ---- | --------------------------------------------------------------------------------------- |
| 5    | 秋田市 深浦町 陆奥市                                                                    |
| 4    | 青森市 盛岡市 八户市 酒田市 江差町 森町                                                 |
| 3    | 函館市 山形市 大船渡市 室蘭市 新潟市 仙台市 福島市 高田市 輪島市 带广市 俱知安町 合川町 |
| 2    | 寿都町 札幌市 浦河町 白河市 磐城市 前橋市 留萌市 苫小牧市 小樽市                        |
| 1    | 長野市 旭川市 金泽市 水户市 横浜市 館山市 三島市 敦賀市 米子市                          |

## 海啸
地震發生12分钟後，第一波巨大海啸袭击了海岸，高度為14.9公尺，在男鹿半岛录得。最初的地震模型无法解释地震和海啸袭击之间极短的间隔。可能的解释包括断层向西倾斜讓得巨大海啸源向海岸方向移动，但是这解释與地震数据不符。另一种解释是南侧的断层在地震之前发就生了无震滑动，造成了巨大海啸。巨大海啸带来的海啸沉积在陆地上和日本海中都有发现。在韩国郁陵岛观测到1.26公尺的海啸、江原道墨湖地区也观测到2公尺的海啸。

## 损失
地震带来的损失主要是由于土壤液化卻導致了讓房屋倒塌、造成一系列交通事故和铁路事故。這場地震后土壤液化的程度是1964年新潟地震以来最高的，其中又以地下有松散的全新世风积沙和冲积沙的区域为最。有4人直接死於這場地震。
總共有100人死於引發的巨大海啸。地震之后14分钟海啸警报发布，但是在震中附近的地区已经在没有任何准备的情况下遭受到巨大海啸袭击。很多人在第一波的巨大海啸袭击时仍在海岸线上或者正在海上作业。巨大海啸还对海岸附近的防风工事造成了很大损失。地震之后约一個多小时，海啸就抵达了韩国海岸，造成了有3人罹難。其中罹難有1人, 失蹤2人, 受伤2人
，房屋损毁 : 坍塌 1栋, 损坏 22栋, 水淹19间， 船舶毁损 : 损毁 47艘, 破损 34艘。朝鲜遭受到的影响不详。